# Tổ chức sinh học
Tổ chức sinh học, hay còn gọi là hệ thống phân cấp sự sống là sự phân cấp các cấu trúc và hệ thống sinh học phức tạp và định rõ sự sống bằng một phương pháp tiếp cận giản lược.
Theo hệ thống phân cấp truyền thống được mở rộng từ mức nguyên tử (hay thấp hơn) tới sinh quyển. Các cấp độ cao hơn của mô hình này thường được gọi là tổ chức sinh thái.

## Hình ảnh

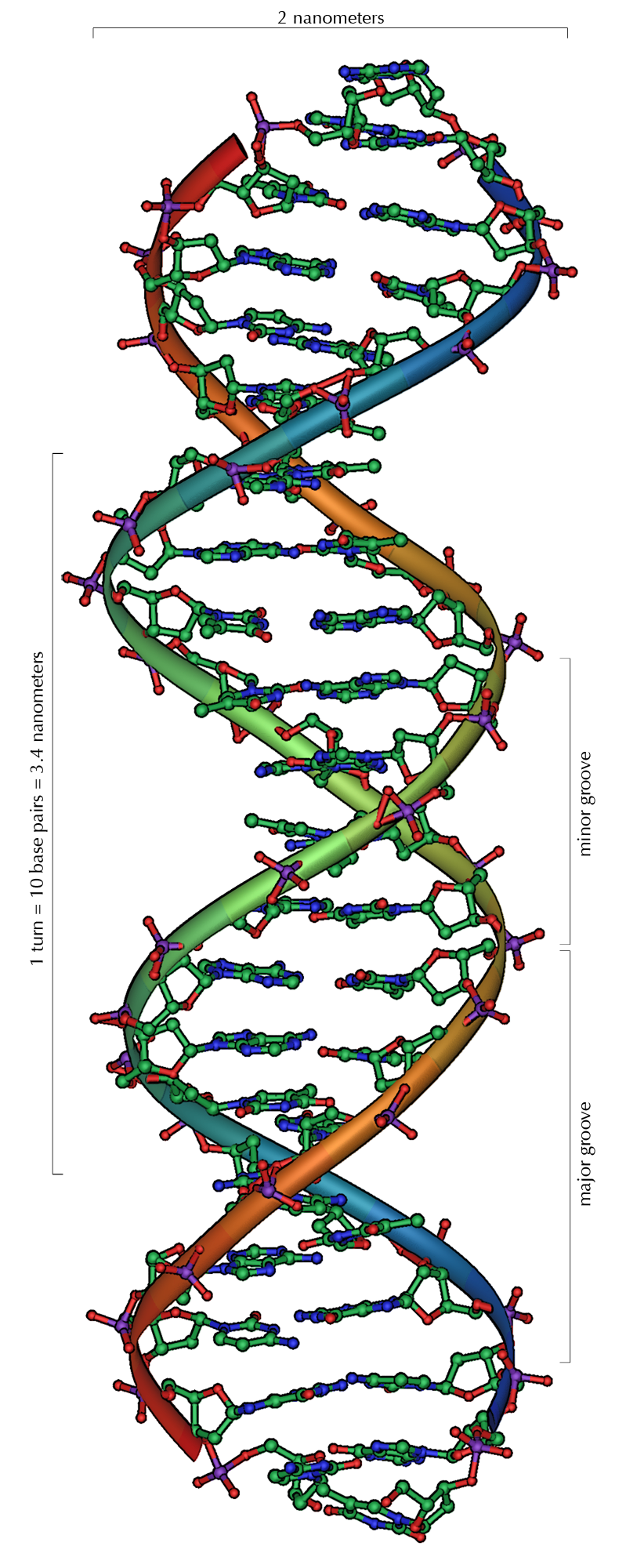